# Терухито Накагава
Терухито Накагава (јап. 仲川 輝人; 27. јул 1992) јапански је фудбалер.

## Репрезентација
За репрезентацију Јапана дебитовао је 2019. године. За национални тим одиграо је 2 утакмице.

## Статистика
| Јапан  | Јапан | Јапан |
| Год.   | Ута.  | Гол.  |
| ------ | ----- | ----- |
| 2019   | 2     | 0     |
| Укупно | 2     | 0     |